# Czyściec (film 1988)
Czyściec (tytuł oryginalny Purgatory) - dramat sensacyjny zrealizowany w 1988 roku w Południowej Afryce z udziałem Tanyi Roberts znanej z serialu ABC Aniołki Charliego (1981).

## Opis fabuły
Akcja filmu dzieje się w dalekiej Afryce. Wybuchają zamieszki, cudzoziemcy powracają do domów. Carly Arnold i jej najlepsza przyjaciółka Melanie, dwie amerykańskie wolontariuszki z Korpusu Pokoju (Peace Corps), wyjeżdżają jeepem wraz z amerykańskim turystą. W jego plecaku znaleziono narkotyki. Chłopak zostaje zastrzelony, a młode kobiety trafiają do więzienia. Nie pomaga interwencja Ambasady USA. Ochotniczki zostają skazane na jedenaście lat do  więzienia dla kobiet.